# Hauteville-sur-Fier
Hauteville-sur-Fier és un municipi francès situat al departament de l'Alta Savoia i a la regió d'Alvèrnia-Roine-Alps. L'any 2007 tenia 808 habitants.

## Demografia

### Població
El 2007 la població de fet d'Hauteville-sur-Fier era de 808 persones. Hi havia 292 famílies de les quals 49 eren unipersonals (12 homes vivint sols i 37 dones vivint soles), 89 parelles sense fills, 146 parelles amb fills i 8 famílies monoparentals amb fills.
La població ha evolucionat segons el següent gràfic:
Habitants censats

### Habitatges
El 2007 hi havia 312 habitatges, 286 eren l'habitatge principal de la família, 11 eren segones residències i 15 estaven desocupats. 295 eren cases i 17 eren apartaments. Dels 286 habitatges principals, 251 estaven ocupats pels seus propietaris, 28 estaven llogats i ocupats pels llogaters i 7 estaven cedits a títol gratuït; 1 tenia una cambra, 13 en tenien dues, 27 en tenien tres, 71 en tenien quatre i 173 en tenien cinc o més. 256 habitatges disposaven pel capbaix d'una plaça de pàrquing. A 93 habitatges hi havia un automòbil i a 186 n'hi havia dos o més.

### Piràmide de població
La piràmide de població per edats i sexe el 2009 era:
| Homes | Edats   | Dones |
| ----- | ------- | ----- |
| 0     | 95 o +  | 4     |
| 0     | 90 a 94 | 0     |
| 0     | 85 a 89 | 4     |
| 0     | 80 a 84 | 0     |
| 4     | 75 a 79 | 0     |
| 16    | 70 a 74 | 8     |
| 8     | 65 a 69 | 8     |
| 16    | 60 a 64 | 8     |
| 12    | 55 a 59 | 20    |
| 24    | 50 a 54 | 20    |
| 24    | 45 a 49 | 12    |
| 44    | 40 a 44 | 32    |
| 36    | 35 a 39 | 24    |
| 36    | 30 a 34 | 52    |
| 8     | 25 a 29 | 20    |
| 8     | 20 a 24 | 8     |
| 36    | 15 a 19 | 36    |
| 16    | 10 a 14 | 24    |
| 20    | 5 a 9   | 28    |
| 40    | 0 a 4   | 8     |

## Economia
El 2007 la població en edat de treballar era de 533 persones, 410 eren actives i 123 eren inactives. De les 410 persones actives 386 estaven ocupades (207 homes i 179 dones) i 24 estaven aturades (9 homes i 15 dones). De les 123 persones inactives 42 estaven jubilades, 47 estaven estudiant i 34 estaven classificades com a «altres inactius».

### Ingressos
El 2009 a Hauteville-sur-Fier hi havia 290 unitats fiscals que integraven 836 persones, la mediana anual d'ingressos fiscals per persona era de 20.919 €.

### Activitats econòmiques
Dels 31 establiments que hi havia el 2007, 1 era d'una empresa extractiva, 3 d'empreses alimentàries, 1 d'una empresa de fabricació de material elèctric, 1 d'una empresa de fabricació d'altres productes industrials, 13 d'empreses de construcció, 4 d'empreses de comerç i reparació d'automòbils, 2 d'empreses de transport, 1 d'una empresa d'hostatgeria i restauració, 2 d'empreses immobiliàries, 1 d'una entitat de l'administració pública i 2 d'empreses classificades com a «altres activitats de serveis».
Dels 15 establiments de servei als particulars que hi havia el 2009, 2 eren tallers de reparació d'automòbils i de material agrícola, 1 paleta, 3 guixaires pintors, 4 fusteries, 3 lampisteries, 1 perruqueria i 1 restaurant.
L'únic establiment comercial que hi havia el 2009 era una fleca.
L'any 2000 a Hauteville-sur-Fier hi havia 17 explotacions agrícoles que ocupaven un total de 270 hectàrees.

## Equipaments sanitaris i escolars
El 2009 hi havia una escola elemental.

## Poblacions més properes
El següent diagrama mostra les poblacions més properes.